# Villes fondées par Alexandre le Grand

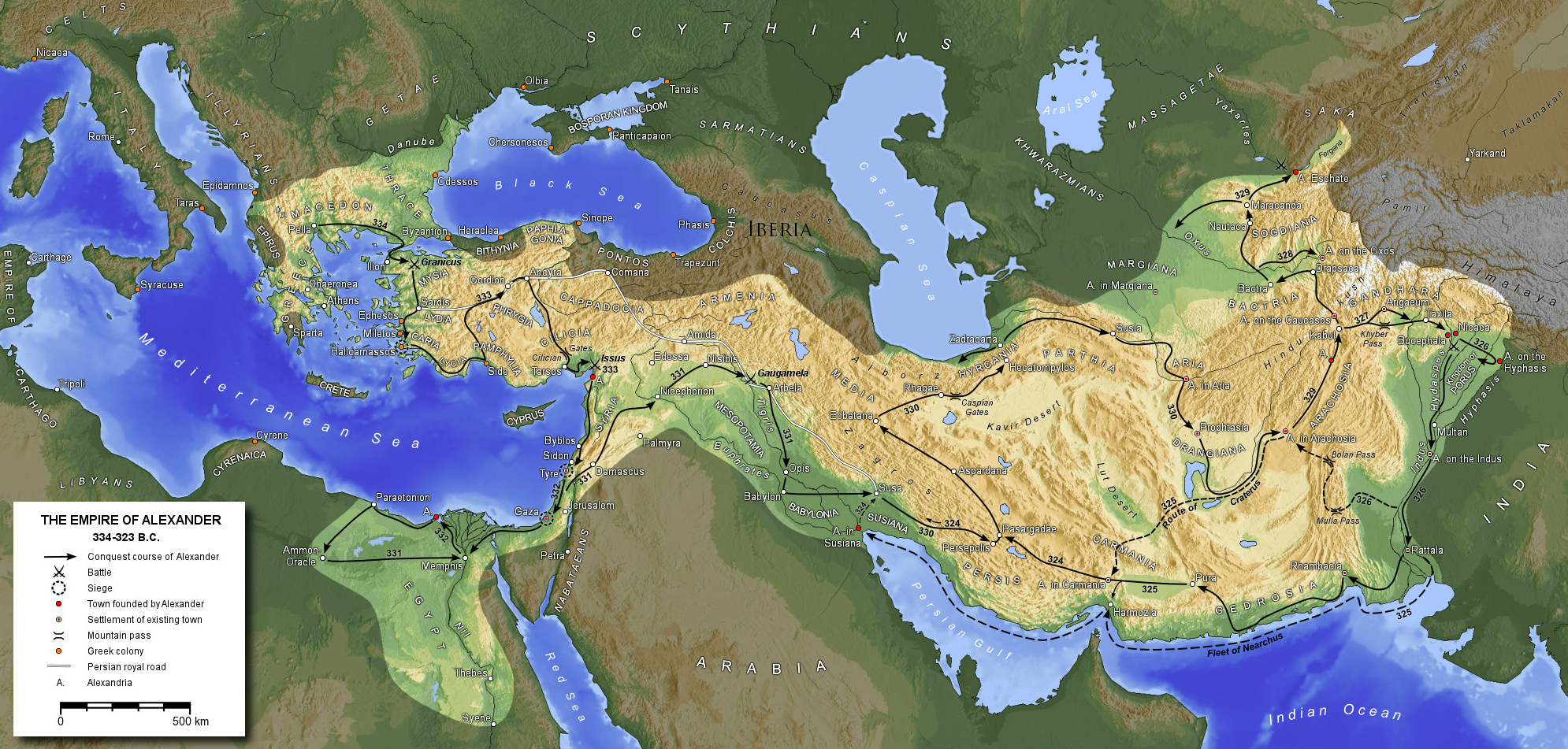
L'empire d'Alexandre le Grand à son apogée.
Les cités fondées par Alexandre sont indiquées par un point rouge.

Alexandre le Grand a fondé une vingtaine de villes avec pour objectif de contrôler son immense empire, la plus célèbre étant Alexandrie d'Égypte. La tradition antique issue de Plutarque et Arrien affirme qu'il aurait fondé soixante-dix villes ; mais ces derniers comptent aussi les garnisons militaires (phrouria) et les cités fondées par ses successeurs, les Diadoques. Par ces fondations urbaines Alexandre fait figure aux yeux des auteurs antiques de véritable « conquérant-civilisateur ».

## Objectifs de l'urbanisation
Pour Alexandre, l'urbanisation reste le meilleur moyen d'assurer sa domination sur les régions conquises, sachant que toutes les Alexandries, excepté Alexandrie d’Égypte, se situent à l'est du Tigre dans des régions où la conquête a parfois été difficile. Il ordonne donc la construction de colonies militaires (katoikiai) et de cités (poleis). La fonction de ces fondations urbaines est d'abord militaire, avec pour objectif le contrôle des voies de communication et des populations. Ainsi la fondation, au cours de sa dure campagne de 330 av. J.-C. en Arie et en Drangiane, de quatre villes (Alexandrie d'Arachosie, Alexandrie Prophthasia, Alexandrie Areion et Alexandrie du Caucase) ont pour objectifs d'encadrer les massifs de l'Hindou Kouch et de maintenir le contrôle des grandes voies de communications. La sédentarisation des peuplades asiatiques ne semble pas avoir été un objectif en soi.
Il est probable, du fait de leur position stratégique, que dans l'esprit d'Alexandre certaines de ces cités soient appelées à devenir des centres économiques majeurs de l'empire. Le cas d'Alexandrie d'Égypte est à ce titre symptomatique. 
L'aspect idéologique des récits de l'expédition d'Alexandre et la volonté de montrer un roi « civilisateur » explique également l'importance aux yeux d'Alexandre de construire des villes. 

## Liste de cités fondées par Alexandre
Parmi les cités fondées par Alexandre le Grand, une vingtaine peuvent aujourd'hui être identifiées :
- Alexandrie d'Égypte : la plus célèbre de ses fondations ;
- Alexandrie d'Arachosie : actuelle Kandahar en Afghanistan ;
- Alexandrie du Tigre ;
- Alexandrie de Margiane, probablement à l'emplacement de l'actuelle Mary au Turkménistan ;
- Alexandrie de l'Oxus : probablement Aï Khanoum en Afghanistan ;
- Alexandrie Eschatè (« La Lointaine ») : actuelle Khodjent au Tadjikistan ;
- Alexandrie Prophthasia : possiblement l'actuelle Farah en Afghanistan ;
- Alexandrie d'Arie : actuelle Hérat en Afghanistan ;
- Alexandrie de Characène, peut-être Charax Spasinou ;
- Alexandrie de Sogdiane ;
- Alexandrie de Susiane : ancienne Charax Spasinou en Iran ;
- Alexandrie de Carmanie ;
- Alexandrie du Caucase : actuelle Begrâm en Afghanistan ;
- Alexandrie Nicée ;
- Alexandrie près d'Issos : à proximité d'Alexandrette (Iskenderun) dans la province du Hatay en Turquie ;
- Alexandrie de l'Indus ;
- Alexandrie de l'Opiène : dans la vallée de l'Indus, peut-être la cité dédiée au chien Péritas, actuelle Ucch au Pakistan ;
- Bucéphalie : dédié au cheval Bucéphale peut-être Phalia ou Jalalpur Jattan dans le Pendjab pakistanais.